# لواء عوديد
لواء عوديد (بالعبرية: חטיבת עודד، حطيفات عوديد) أو اللواء التاسع، هو لواء مشاة احتياطي في الجيش الإسرائيلي، يتبع فرقة باشان، في القيادة الشمالية المسؤولة عن الجبهة مع سوريا. كان فيما مضى أحد الألوية الثلاثة التي تأسست في شمال إسرائيل خلال حرب 1948. ومع إنشاء الجيش الإسرائيلي أصبح اسمه اللواء التاسع، ويتكون اللواء من قدامى المحاربين من خريجي الكتيبة 12 في لواء جولاني، وشعار اللواء يشمل «عيالا شولوحا» (الظبية السريعة) - شعار سبط نفتالي. واليوم لواء عوديد هو قوة مشاة احتياطية وقاعدته الدائمة في معسكر بيلون بالقرب من روش بينا، شمال موشاف إيليفلت.

## تاريخه
تشكل اللواء خلال حرب 1948، كواحد من عشرة ألوية لدى الهاغاناه (نواة قوات الجيش الإسرائيلي). وكان مقرها الرئيسي في القدس. لقد كانت «منظمة متناثرة تتألف بشكل رئيسي من حرس وطني ومجموعات دفاع أخرى». كان اللواء ضعيف التجهيز يدافع عن المالكية في يونيو 1948، محل لواء يفتاح، عندما هاجمه الجيش اللبناني. واضطر لواء عوديد إلى الانسحاب بعد 10 ساعات من القتال.
تحرك اللواء للاستيلاء على القريتين العربيتين المالحة وعين كارم في يوليو 1948، بدعم من ليحي وإرغون، بهدف الاتصال مع لواء هارئيل والاستيلاء على خط سكة حديد تل أبيب-القدس. وشهد قتالاً محدوداً.
وقد أُلحقت «وحدة الأقليات» باللواء المكونة من الدروز وأعداد أقل من البدو والشركس الذين انشقوا عن جيش الإنقاذ العربي. شهدت الوحدة العمل مع اللواء خلال عملية حيرام في أكتوبر 1948. وكان هذا انقلاباً دعائياً ساعد في تعزيز العلاقات اليهودية الدرزية. يقول بن دنكلمان أن اللواء كان له دور تحويلي بشكل أساسي في عملية حيرام. كما شارك اللواء في عملية يوآف في أكتوبر 1948، والتي فتحت الطريق إلى النقب.
شارك اللواء في حملة سيناء على مصر، وعقد اجتماع النصر في شرم الشيخ في 6 نوفمبر 1956. كما شارك في حرب 1967 و1973.

## تشكيل اللواء في 2023
- لواء المشاة التاسع «عوديد»
  - كتيبة المشاة 7006
  - كتيبة المشاة 9204 (النخبة)
  - كتيبة المشاة 9211
  - كتيبة الاستطلاع 6724
  - سرية إشارة